# Nicolas Piccolo
Pas d'image ? Cliquez ici

a Compétitions nationales et continentales officielles uniquement.

Nicolas Piccolo, né le 14 février 1978, est un joueur français de rugby à XIII dans les années 1990 et 2000. Il occupe le poste de troisième ligne ou de demi d'ouverture.
Il joue la majeure partie de sa carrière au sein du club de Limoux et dispute avec celui-ci cinq finales de Coupe de France et en gagne une en 2008. Il dispute également une finale de Championnat de France perdue en 2009
Fort de ses performances en club, Nicolas Piccolo est convoqué en équipe de France et prend part à la tournée de 2001. Toutefois, il ne joue aucune rencontre officielle de l'équipe de France.

## Palmarès
- Collectif :
  - Vainqueur de la Coupe de France : 2008 (Limoux).
  - Finaliste du Championnat de France : 2009 (Limoux).
  - Finaliste de la Coupe de France : 2001, 2005, 2009 et 2010 (Limoux).

### Détails en sélection
Il ne dispute aucun rencontre officielle en équipe de France mais prend part à la tournée de 2001 en Nouvelle-Zélande et Papouasie-Nouvelle-Guinée.